# Rogers Stirk Harbour + Partners
Rogers Stirk Harbour + Partners LLP (RSHP) è uno studio di architettura britannico, fondato nel 1977 e originariamente conosciuto come Richard Rogers Partnership. I suoi uffici principali si trovano nel Leadenhall Building, a Londra. In precedenza erano ai Thames Wharf Studios. Nelle sue varie incarnazioni è noto per molti edifici importanti tra cui il Lloyd's building e il Millennium Dome a Londra e l'edificio dell'Assemblea nazionale per il Galles a Cardiff.

## Descrizione
Gli uffici principali dell'azienda si trovano al Leadenhall Building a Londra. Mantiene anche uffici a Shanghai e Sydney. Dal marzo 2016 l'azienda ha tredici soci, tra cui Richard Rogers, Graham Stirk e Ivan Harbour. La studio è gestito in regime di compartecipazione agli utili e ha un limite agli stipendi degli amministratori rispetto a quelli dei più bassi retribuiti in carica.

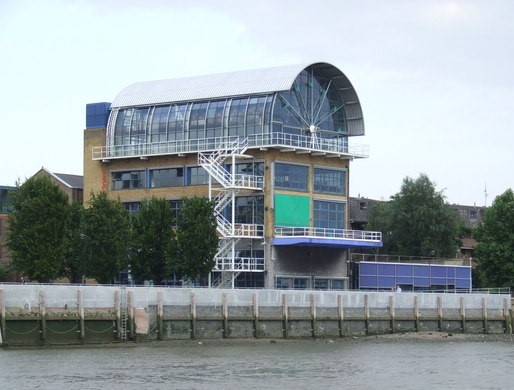
La precedente sede presso i Thames Wharf Studios, Hammersmith

Lo studio è fortemente incentrato sulla sostenibilità, la rigenerazione urbana e la consapevolezza sociale, temi che da tempo caratterizzano il lavoro di Rogers. Anche la celebrazione dello spazio pubblico e l'incoraggiamento delle attività pubbliche sono un tema ricorrente.
È di proprietà di un trust di beneficenza, garantendo che nessun individuo possieda alcuna quota del suo valore e impedendo il commercio privato e l'ereditarietà delle azioni. Lo studio divide i suoi profitti tra tutto il personale e gli enti di beneficenza prescelti, secondo principi dichiarati pubblicamente.

## Storia
Poco dopo l'apertura del Centro Georges Pompidou di Parigi nel 1977, Richard Rogers costituì la Richard Rogers Partnership e iniziò a lavorare all'edificio dei Lloyd's a Londra. Spiegò che il motivo del cambiamento del nome dello studio da Richard Rogers Partnership a Rogers Stirk Harbour + Partners nel 2007 era perché "Volevamo evitare la situazione in cui il nome dello studio fosse qualcuno che è morto 100 anni fa. L'architettura è una cosa viva. Se voglio lasciare qualcosa al futuro, deve essere in grado di cambiare, non conservare qualcosa dell'ethos che abbiamo costruito in 50 anni."
Nel novembre 2015 Rogers Stirk Harbour ha associato cinque nuovi partner tra cui Tracy Meller che è diventata la loro prima partner donna. Il socio fondatore Mike Davies si è dimesso.

## Premi
Nel 2006 lo studio ha ricevuto il Premio Stirling per l'Aeroporto di Madrid-Barajas, Terminal 4.
Nel 2008, Rogers Stirk Harbour + Partners ha ricevuto la Manser Medal for Houses and Housing, assegnata alla migliore casa una tantum (Oxley Woods) progettata da un architetto nel Regno Unito.
Nel 2009 è stato insignito del Premio Stirling per il Maggie's Centre di Londra. Ha vinto il RIBA National Award 2015 per gli appartamenti di lusso NEO Bankside a Londra ed è stato successivamente selezionato per la seconda volta per lo Stirling Prize.

## Progetti notevoli
Questo elenco contiene i progetti dall'inizio del partenariato nel 1977 fino ai giorni nostri. Per i lavori precedenti di Richard Rogers, Team 4, Richard e Su Rogers e Piano + Rogers, vedere la pagina di Richard Rogers.
La partnership di Richard Rogers
| - Lloyd's Building, Londra, Regno Unito (1978-1984) - Fabbrica di microprocessori Inmos, Newport, Galles (1980–1982) - Vecchio mercato di Billingsgate, Londra, Regno Unito (1985–1988) - Paternoster Square, Londra, Regno Unito (1987) - The River Café (Londra), Regno Unito (1987) - Centro dati Reuters, Londra, Regno Unito (1987–1992) - Prodotti Linn, Waterfoot, Glasgow (1988) - Tribunali di Anversa, Belgio (2000–2006) - Aeroporto di Marsiglia Provenza, Marignane, Francia (1989–1992) - Torre di controllo del traffico aereo di Heathrow, Londra, Regno Unito (1989-2007) - 124 Horseferry Road, sede di Channel 4, Londra, Regno Unito (1990–1994) | - Palazzo della Corte europea dei diritti dell'uomo, Strasburgo, Francia, 1995 - 88 Wood Street, Londra, Regno Unito (1990–1999) - Edificio del Lloyd's Register, Londra, Regno Unito (1995-1999) - Millennium Dome, Londra, Regno Unito (1996–1999) - Centro outlet di design, Ashford Kent, Regno Unito (1996-2000) - Terminal 4 dell'aeroporto di Madrid-Barajas, Madrid, Spagna (1997–2006) - Paddington Waterside, Londra, Regno Unito (1999-2004) - Mossbourne Community Academy, Londra, Regno Unito (2002-2004) - Senedd (Parlamento gallese), Cardiff, Regno Unito (1999-2005) - Torre Hesperia, Barcellona, Spagna (2005) |

Rogers Stirk Harbour + Partners
| - London Heathrow Terminal 5, Londra, Regno Unito (1989–2008) - Maggie's Center, Londra, Regno Unito (2001-2008) - Stazione di Central Park, Kaohsiung, Taiwan (2003-2007) - 3 World Trade Center, New York, Stati Uniti (2006-2018) - Oxley Woods, Milton Keynes, Regno Unito; Concorso "Design for Manufacture (DfM)" sponsorizzato dal governo (2004-2010) - Las Arenas, Barcellona, ristrutturazione dell'arena in un centro commerciale (1999-2011) | - One Hyde Park, Londra, Regno Unito (2007-2009) - Torri internazionali Sydney, Barangaroo, Sydney, Australia (2010–2016) - 122 Leadenhall Street, noto anche come Cheesegrater, Londra (2000-2014) - Rivitalizzazione del mercato nord di St. Lawrence Toronto, Canada (2010–) con Adamson Associates - Y: Cube, Londra (2013-2015) - International Quarter London, Londra (2014-in corso) - Taoyuan International Airport T3, Taipei, Taiwan (2015-in corso) - Torre Parc1, Seoul, Corea del Sud (2008-2020) |

## Personale chiave
Partner dello studio dal 2014 erano Richard Rogers, Mike Davies, Graham Stirk, Ivan Harbour, Andrew Morris, Lennart Grut, Richard Paul, Ian Birtles e Simon Smithson

### Persone attuali
Ivan Harbour

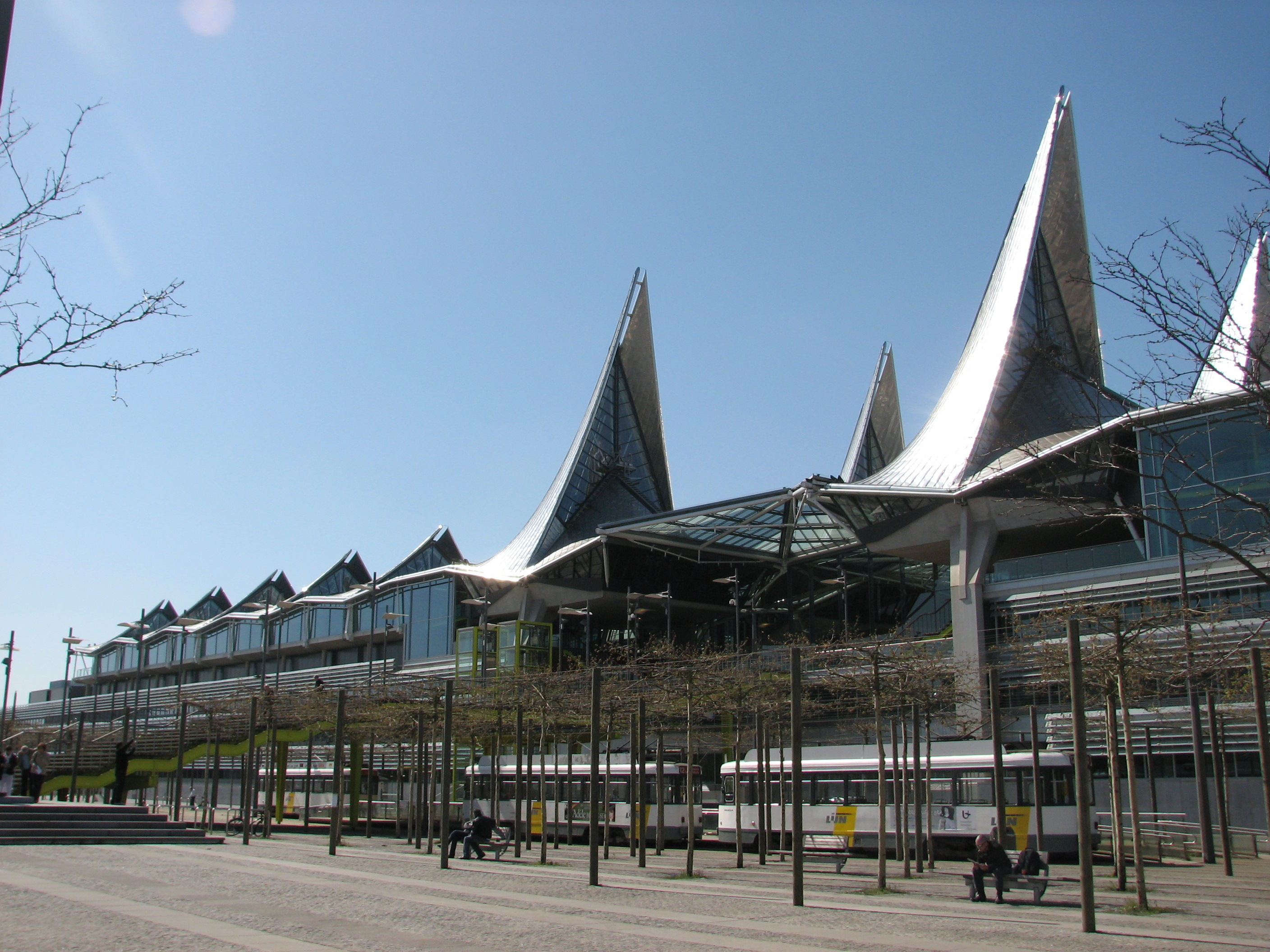
I tribunali di Anversa

Ivan Harbour entrò a far parte della Richard Rogers Partnership nel 1985 e nel 1993 venne nominato direttore senior. Nel 2007 lo studio cambiò nome da Richard Rogers Partnership a Rogers Stirk Harbour + Partners. Harbour guidò il team di progettazione per il Senedd (edificio dell'Assemblea nazionale per il Galles), il Terminal 4 dell'Aeroporto di Madrid-Barajas (vincitore del Premio Stirling 2006), i tribunali di Anversa e Bordeaux e l'edificio della Corte europea dei diritti dell'uomo a Strasburgo.
Harbour è stato architetto capo del progetto del Terminal 4 dell'aeroporto di Madrid e direttore del progetto per il primo Maggie's Cancer Center di Londra (vincitore del Premio Stirling 2009) e 300 New Jersey Avenue, un edificio per uffici a Washington.
Graham Stirk
Graham Stirk entrò a far parte della Richard Rogers Partnership nel 1983 e fu nominato direttore senior nel 1995. Nel 2007 lo studio cambiò nome da Richard Rogers Partnership a Rogers Stirk Harbour + Partners. Fu coinvolto nella progettazione di numerosi progetti nel Regno Unito e in progetti in tutto il mondo, tra cui Giappone, Stati Uniti, Francia, Italia, Spagna, Germania e Irlanda.
Stirk ha disegnato diversi grandi progetti, tra cui una torre per uffici di 48 piani al 122 di Leadenhall Street e NEO Bankside a Londra, un progetto residenziale composto da 229 appartamenti e un'estensione del British Museum. Ha anche contribuito alla progettazione di diversi progetti chiave di pianificazione generale tra cui Potsdamer Platz a Berlino e Paddington Basin a Londra. Ricoprì il ruolo di direttore responsabile dell'espansione dell'edificio del Lloyds Register of Shipping al 71 Fenchurch Street, One Hyde Park e 88 Wood Street.
Mike Davis

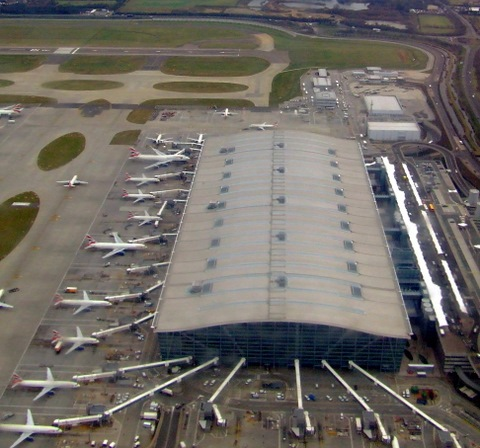
Davies è stato il direttore del progetto del Terminal 5 di Heathrow

Mike Davies è stato socio fondatore della Richard Rogers Partnership e senior partner di Rogers Stirk Harbour + Partners. È entrato a far parte della partnership tra Richard Rogers e Renzo Piano nel 1971, poco dopo aver vinto l'incarico di progettare il Centre Pompidou a Parigi, e in seguito è diventato uno dei direttori fondatori della Richard Rogers Partnership nel 1977.
Davies è stato il direttore del progetto per il Millennium Dome di Londra e per il Terminal 5 dell'aeroporto di Heathrow ed è attualmente direttore del progetto per il Grand Paris. Si è dimesso dal suo ruolo in azienda alla fine del 2015.
Rogers Stirk Harbour ha riorganizzato l'attività alla fine del 2015 e Davies si è dimesso dal suo ruolo di partner dell'azienda. Doveva continuare a lavorare per loro a tempo parziale.

### Persone precedenti
Richard Rogers

Il Centro Pompidou di Parigi

Richard Rogers ha vinto il Pritzker Architecture Prize 2007, è stato nominato cavaliere nel 1991 e pari a vita nel 1996.
Il primo lavoro di Rogers giunse quando co-fondò Team 4 nel 1963 con Su Brumwell, Wendy Cheeseman e Norman Foster. Il primo progetto del Team 4 è stato Creek Vean, una proprietà residenziale in Cornovaglia. Il Team 4 si sciolse nel 1967. Ha poi stabilito una partnership con Su Rogers (nata Brumwell), John Young e Laurie Abbott nel 1967. Nel luglio 1971 Rogers aveva vinto un concorso di progettazione per costruire il Centre Pompidou a Parigi con il co-partner, l'architetto italiano Renzo Piano.
Nel 1977 fondò la Richard Rogers Partnership con Marco Goldschmied e Mike Davies, continuando a costruire il Lloyd's Building e il Millennium Dome a Londra, il Senedd a Cardiff e l'edificio della Corte Europea dei Diritti Umani a Strasburgo. Ha vinto la RIBA Gold Medal, della Thomas Jefferson Medal, il RIBA Stirling Prize, la Minerva Medal e il Pritzker Prize.
Nel settembre 2020, Rogers ha annunciato di essersi dimesso dallo studio e che il suo nome sarebbe stato rimosso a tempo debito da quello dell'azienda. Si ritirò formalmente dal consiglio all'inizio di giugno dello stesso anno.
Marco Goldschmied
Marco Goldschmied si era associato per la prima volta a Richard Rogers nel 1969.
È stato co-fondatore della Richard Rogers Partnership insieme a Mike Davies e John Young nel 1977 e ne è diventato amministratore delegato nel 1984. Ha lasciato lo studio il 30 giugno 2004. Rogers e Goldschmied sono stati coinvolti in una causa da 10 milioni di sterline, che è stata risolta in via stragiudiziale nel 2006, in cui la Richard Rogers Partnership sarebbe rimasta nella proprietà insieme al River Café.
Amanda Levete
Amanda Levete è nata il 17 novembre 1955. È entrata a far parte della Richard Rogers Partnership nel 1984 e ha lasciato nel 1989 per associarsi a Jan Kaplický come partner di Future Systems.